# Konrad Krainer
Konrad Krainer (* 22. Juli 1958 in Klagenfurt) ist ein österreichischer Bildungswissenschaftler.

## Leben
Konrad Krainer studierte die Lehramtsfächer Mathematik und Geographie & Wirtschaftskunde an der Universität Klagenfurt. Parallel zu seiner Tätigkeit als Lehrer war er in Forschung und Weiterbildung (Mitarbeit am Aufbau der Universitätslehrgänge „Pädagogik und Fachdidaktik für LehrerInnen – PFL“) tätig. Seine Dissertation und Habilitation verfasste er in der Mathematikdidaktik, weiters schloss er eine Ausbildung als Akademischer Organisationsberater im Bildungsbereich ab. Konrad Krainer war Gastprofessor an der University of Georgia, der Universität Duisburg und an der Karls-Universität Prag sowie Visiting Scholar an der University of Iowa und der Monash University in Melbourne. Seit 2001 ist er Universitätsprofessor für Weiterbildung unter besonderer Berücksichtigung von Schulentwicklung an der Alpen-Adria-Universität Klagenfurt. Er baute dort das Institut für Unterrichts- und Schulentwicklung auf, war Mitglied des Senats und Gründungsdirektor der School of Education, und ist seit 2016 Dekan der Fakultät für Interdisziplinäre Forschung und Fortbildung (IFF). Konrad Krainer war Gründungs- und jahrelang Vorstandsmitglied der European Society for Mathematics Education (ERME), initiierte die Jungforschergruppe YERME und baute die Summer School mit auf. Er hielt zahlreiche Einladungs- und Hauptvorträge im In- und Ausland, unter anderem am International Congress on Mathematical Education (ICME 10) in Kopenhagen (2004) und am 11th Congress of European Research in Mathematics Education (CERME 11) in Utrecht (2019). Er war Chair eines Plenary Panels auf ICME 12 in Seoul (2012) und Chair des International Programme Committee der neunten ERME-Konferenz (CERME9) in Prag (2015) und Chair einer Topic Study Group auf ICME 14 in Shanghai (2020). Konrad Krainer ist seit 1983 mit seiner Frau Barbara verheiratet, sie leben in Krumpendorf am Wörthersee. Die beiden Söhne Georg Gabriel und Peter Johannes arbeiten in Cambridge und Freising.

## Schwerpunkte
Konrad Krainers Schwerpunkte liegen in der Mathematikdidaktik und in der Lehrerbildung mit einem besonderen Fokus auf Unterrichts-, Schul- und Bildungssystementwicklung.
Zu seinen Projekten gehört unter anderem IMST – Innovationen Machen Schulen Top, das sich die Etablierung einer Innovationskultur im österreichischen MINDT-Unterricht (Mathematik, Informatik, Naturwissenschaften, Deutsch, Technik) zum Ziel setzt und Unterstützungsangebote für Lehrkräfte und Netzwerke bietet.  Auf internationaler Ebene werden die Innovationen mit Hilfe des EU-FP7-Projekts Fibonacci verbreitet.

## Auszeichnungen
- 2018: Großes Goldenes Ehrenzeichen des Landes Kärnten[1]
- 2012: Sustainability Award des Bundesministeriums für Land- und Forstwirtschaft, Umwelt und Wasserwirtschaft und des Bundesministeriums für Wissenschaft und Forschung, ergangen an die Alpen-Adria-Universität Klagenfurt im Handlungsfeld „Regionale Kooperation“ für das Projekt IMST – Innovationen Machen Schulen Top (Projektleiter Konrad Krainer)
- 1991: Kardinal-Innitzer-Förderungspreis

## Mitgliedschaften (Auswahl)
- Mitglied der Gesellschaft für Didaktik der Mathematik (GDM) (ab 1982), Erster Sprecher des Arbeitskreises Geometrie (1990–1993)
- Mitglied des wissenschaftlichen Beirats des Bundesinstituts für Bildungsforschung, Innovation und Entwicklung des österreichischen Schulwesens (BIFIE) (ab 2008)
- Mitherausgeber des Journal of Mathematics Teacher Education (JMTE, Springer) (1998–2009), Mitglied des Editorial Board (ab 2010)
- Mitglied des wissenschaftlichen Beirats der Zeitschrift für Bildungsforschung (ZfB) (ab 2010)
- Mitglied des Education Committee of the European Mathematical Society (EMS) (2009–2014)
- Mitglied im wissenschaftlichen Beirat des Deutschen Zentrums für Lehrerbildung Mathematik (DZLM) (ab 2012)
- Mitglied im Hochschulrat der Pädagogischen Hochschule Kärnten (ab 2016)

## Veröffentlichungen (Auswahl)
- Konrad Krainer: Wissenstransfer, Implementation und Verbreitung von Innovationen. Erfahrungen aus der Initiative „Innovationen Machen Schulen Top“. In: Die Deutsche Schule. Nr. 3, Waxmann, Münster 2019, ISSN 0012-0731, S. 326–330.
- Konrad Krainer: Qualitätsentwicklung als gemeinsame Aufgabe von Bildungspraxis, Bildungswissenschaft und Bildungspolitik. Zur Konzeption und Umsetzung der österreichweiten Initiative IMST. In Ulrich Steffens, Peter Posch (Hrsg.): Lehrerprofessionalität und Schulqualität. Grundlagen der Qualität von Schule 4. Waxmann, Münster 2019, ISBN 978-3-8309-4115-6 (Print), ISBN 978-3-8309-9115-1 (Online), S. 169–188.
- Konrad, Krainer: Introduction: “The Lesson Plan is Only the Teacher’s Hypothesis of Students’ Learning”. In Rongjin Huang, Yeping Li (Hrsg.): Teaching and learning through variation. Sense Publisher, Rotterdam 2017, ISBN 978-94-6300-782-5, S. 209–212.
- Konrad Krainer: Reflections on the increasing relevance of large-scale professional development. In: ZDM Mathematics Education. 47, Nr. 1, 2015, S. 143–151 DOI:10.1007/s11858-015-0674-7
- Konrad Krainer: Inclusive Practices in Mathematics Teaching – The Need for Noticing and Producing Relevant Differences. In: Alan Bishop, Hazel Tan, Tasos N. Barkatsas (Hrsg.): Diversity in Mathematics Education: Towards Inclusive Practices (= Mathematics Education Library). Springer, Cham 2015, ISBN 978-3-319-05978-5, S. 185–189.
- Konrad Krainer: Teachers as Stakeholders in mathematics education research In: The Mathematics Enthusiast. 11, Nr. 1, 2014, ISSN 1551-3440, S. 49–59.